# Eremippus hemipterus
Eremippus hemipterus är en insektsart som beskrevs av Malkovskiy 1968. Eremippus hemipterus ingår i släktet Eremippus och familjen gräshoppor. Inga underarter finns listade i Catalogue of Life.